# Чемпионат России по международным шашкам среди женщин 2013 (классическая программа)
Чемпионат России по международным шашкам среди женщин 2013 в классической программе прошёл с 14 по 22 августа в г.Суздаль, Владимирская область. Результаты турнира засчитывались в командном зачёте.
Главный судья, судья ВК — С. С. Бонадыков, Главный секретарь, судья ВК Б. Л. Виноградов.
 Золото — Ирина Платонова
 Серебро — Матрёна Ноговицына
 Бронза — Елена Мильшина
Три этапа. Первый — швейцарка 6 туров. Второй — круговые турниры за 1-4 места, 5-8 места, 9-12 места. Победитель определяется по сумме очков набранным на двух этапах. В случае дележа мест на первом этапе дополнительный турнир по блицу.

## 3 этап. 3 тур
Ноговицына М. (10) Собакина А. (9) 1-1
Платонова И. (10) Мильшина Е. (11) 2-0
Леопольдова Н. (9) Идрисова А. (9) 0-2
Тетерина Т. (9) Шестакова Н. (9) 1-1
Копырина Г. (7) Кычкина А. (5) 0-2
Георгиева Г. (8) Попова А. (9) 1-1

## 2 этап. 2 тур
Мильшина Е. (10) Ноговицына М. (9) 1-1
Собакина А. (8) Платонова И. (8) 0-2
Шестакова Н. (8) Леопольдова Н. (8) 1-1
Идрисова А. (8) Тетерина Т. (8) 1-1
Попова А. (7) Копырина Г. (7)
Кычкина А. (5) Георгиева Г. (6) 0-2

## 2 этап. 1 тур
Мильшина Е. (9) Собакина А. (7) 1-1
Ноговицына М. (8) Платонова И. (7) 1-1
Шестакова Н. (7) Идрисова А. (7) 1-1
Леопольдова Н. (7) Тетерина Т. (7) 1-1
Попова А. (6) Кычкина А. (4) 1-1
Копырина Г. (6) Георгиева Г. (5) 1-1

## 6 тур
Мильшина Е. — Тетерина Т. 1-1
Ноговицина М. — Леопольдова Н. 2-0
Попова А. — Идрисова А. 1-1
Собакина А. — Платонова И. 1-1
отдыхает — Шестакова Н. 0-2
Копырина Г. — Кычкина А. 1-1
Георгиева Г. — Бережнова Г. 1-1

## 5 тур
Шестакова Н. — Мильшина Е. 0-2
Тетерина Т. — Леопольдова Н. 1-1
Идрисова А. — Собакина А. 1-1
Платонова И. — Георгиева Г. 2-0
Кычкина А. — Ноговицина М. 0-2
Копырина Г. — Попова А. 1-1
Бережнова Г. — отдыхает 2-0

## 4 тур
Леопольдова Н. — Мильшина Е. 1-1
Идрисова А. — Тетерина Т. 1-1
Собакина А. — Шестакова Н. 1-1
Ноговицына М. — Платонова И. 1-1
Георгиева Г. — Попова А. 1-1
Бережнова Г. — Копырина Г. 0-2
отдыхает — Кычкина А. 0-2

## 3 тур
Мильшина Е. — Идрисова А. 1-1
Шестакова Н. — Георгиева Г. 1-1
Тетерина Т. — Собакина А. 1-1
Платонова И. — Леопольдова Н. 0-2
Попова А. — Ноговицына М. 1-1
отдыхает — Копырина Г. 0-2
Кычкина А. — Бережнова Г. 1-1

## 2 тур
Мильшина Е. — Ноговицына М. 2-0
Идрисова А. — Шестакова Н. 1-1
Леопольдова Н. — Собакина А. 1-1
Платонова И. — Копырина Г. 2-0
Кычкина А. — Тетерина Т. 0-2
Бережнова Г. — Попова А. 0-2
Георгиева Г. — отдыхает 2-0

## 1 тур
Ноговицына М. Георгиева Г. 2-0
Тетерина Т. Платонова И. 1-1
Шестакова Н. Бережнова Г. 2-0
Попова А. Мильшина Е. 0-2
Собакина А. Кычкина А. 2-0
Копырина Г. Идрисова А. 0-2
Леопольдова Н. отдыхает +